# Donard
Donard (irl. Dún Ard) – wieś w Irlandii, w prowincji Leinster, w hrabstwie Wicklow położona w północnym krańcu doliny polodowcowej Glen of Imaal, w zachodniej części Gór Wicklow.
Oryginalna nazwa wsi Dún Ard w wolnym tłumaczeniu na język polski oznacza "wysoki fort" i pochodzi od ruin budowli High Fort, znajdujących się na pobliskim wzgórzu. Dawniej używana była nazwa Dunard.
Miejscowość otoczona jest czterema wzniesieniami: Table Mountain (702 m), Church Mountain (546 m), Lugnaquilla (924 m) i Keadeen (655 m).